# 수라문의 혈투
"수라문의 혈투"는 1967년 공개된 대한민국의 영화이다.

## 배역
- 신영균
- 고은아
- 장동휘
- 윤일봉
- 천시자
- 진주은
- 김동원
- 김칠성
- 서월영
- 김신재
- 최성
- 강계식
- 최창호
- 임해림
- 윤일주
- 나일
- 석운아
- 박복남
- 태무진
- 전숙
- 박광진
- 임성보
- 주상호